# 狼牙 (小說)
《狼牙》為古龍晚期作品，〈聯合報〉於1985年4月7日至1985年4月24日連載，內容接續《賭局》，與《追殺》、《海神》均屬《短刀集》系列故事，另外廣義上的《大武俠時代》也包含這四部。

## 主要人物
- 卜鷹：
- 關二：

## 次要人物
- 胡金袖：
- 諸葛太平：

## 小說目錄
- 前言

1. 狼在火上
2. 傳說
3. 絕色麗人
4. 大小姐的密謀
5. 吃遍天下混戰八方
6. 結論
7. 尾聲